# 청라호수도서관
청라호수도서관은 인천광역시 서구에 있는 공립 도서관이다.

## 연혁
- 2015년 6월 29일 개관 및 일반자료실 운영 시작.
- 2015년 7월 20일 어린이 자료실 개실.
- 2015년 10월 1일 관외 도서대출 실시(1인/2권).
- 2016년 1월 4일 도서관 운영시간 확대 실시(자료실 야간 연장 개방 및 주말 운영).
- 2016년 1월 4일 디지털실 및 참고·연속간행물실 개실.
- 2016년 1월 4일 관외 도서대출 확대 실시(1인/5권).